# Александър Ван дер Белен
Александър Ван дер Белен (на немски: Alexander Van der Belen) е австрийски политик и икономист, президент на Австрия от 26 януари 2017 г.

## Биография
Роден е на 18 януари 1944 г. във Виена, тогава част от Германската империя. През 1975 г. Ван дер Белен се хабилитира в областта на финансите и през 1976 г. е назначен за доцент в университета в Инсбрук, където остава до 1980 г. Заминава за Виена и преподава и провежда изследвания във Федералната академия по администрация от 1977 до 1980 г. От 1980 до 1999 г. е редовен професор по икономика във Виенския университет. Между 1990 и 1994 г. е декан и заместник-декан на Факултета по социални и икономически науки.

## Политическа кариера
Бивш член на Социалдемократическата партия, Ван дер Белен става член на Австрийския национален съвет на австрийската Зелена партия през 1994 г. На 13 декември 1997 г. става федерален говорител и през 1999 г. става председател на парламентарната група на Зелените в Националния съвет. Той подава оставка след изборите от септември 2008 г., когато Зелените загубват гласовете си за първи път от десетилетие. През 2010 г. става комисар на Виена, отговарящ за университетите и изследванията, и през 2012 г. напуска парламента и се присъединява към градския съвет на Виена.

## Избор за президент

### 2016 година
На първия тур на изборите за президент на Република Австрия през 2016 година Ван дер Белен получава 21,34% от гласовете и се нарежда на второ място след Норберт Хофер, който получава 35,05%. Двамата отиват на балотаж.
Вторият тур се провежда на 22 май 2016 г., а предварителният официален краен резултат, който не включва гласовете, подадени по пощата, е много близък: Хофер с 51,93% срещу Ван дер Белен с 48,07%. На следващия ден министърът на вътрешните работи Волфганг Соботка обявява предварителния официален краен резултат, включващ гласовете по пощата, според който Александър Ван дер Белен получава 50,35%, а Норберт Хофер - 49,64% от валидните гласове.
На 8 юни лидерът на Партията на свободата на Австрия Хайнц-Кристиан Щрахе, в качеството си на пълномощник на Норберт Хофер, подава жалба от 150 страници до Конституционния съд, в която се посочват недостатъци при провеждането на втория тур на гласуването. На 1 юли 2016 г. Конституционният съд уважава жалбата и постановява вторият тур на президентските избори да бъде проведен отново.
Ван дер Белен печели наново проведения втори тур на 4 декември 2016 г., като получава 53,8% от валидните гласове при избирателна активност от 74,2%. Той увеличава преднината си спрямо отменения от съда втори тур от 31 хиляди до над 348 хиляди гласа.

### 2022 година
На първия тур на изборите за президент проведен на 9 октомври 2022 Ван дер Белен получава 56,7 % от валидните гласове. Тъй като печели повече от половината гласове, е избран отново за президент и втори тур не се провежда.